# Marburg Mercenaries
Marburg Mercenaries (español: Mercenarios de Marburgo) es un equipo de fútbol americano de Marburgo, Hesse (Alemania).

## Historia
El equipo fue fundado en 1991 y comenzó a competir en la liga regional de Hesse (5.ª división). En 2002 ascendieron a la GFL, siendo incluidos en la conferencia Sur. 

#### Mejor época
En la temporada 2005 , los Mercenaries aparecieron por primera vez en el escenario europeo en la Copa EFAF y ganaron esto por una victoria 49-14 en París contra el anfitrión Elancourt Templiers. Además, defendieron su título como campeones del sur de Alemania. Nuevamente, el equipo venció a los campeones reinantes en los cuartos de final y falló en las semifinales, esta vez en los Blue Devils.
En 2006, los Mercenarios no pudieron defender su título en la Copa EFAF. Aunque ganaron ambos juegos grupales, fallaron en los cuartos de final en los Graz Giants con 28:31. Sin embargo, el título del campeón del sur de Alemania podría ser defendido en la temporada 2006 y después de una victoria contra los Blue Devils alcanzó por primera vez en la historia de su club, el German Bowl. Estos fue ante los  Braunschweig Lions aunque perdieron 31-13.
Al llegar a la final del German Bowl, los Mercenaries tuvieron la primera vez en la temporada 2007, el derecho a participar en la European Football League. Allí se encontraron en la División 3 en el Flash de La Courneuve de Francia y en el representante español Barcelona Pioners. Sin embargo, en el Eurobowl del 1 de julio de 2007 en Viena contra los Dodge Vienna Vikings, claramente fueron derrotados 19:70.
En la temporada 2008 , los Mercenarios ganaron el grupo del sur. Los cuartos de final contra Dresde podrían ser ganados con 32:21, en las semifinales cayeron de nuevo ante los Lions Braunschweig por (21:49).
En la temporada 2009, los Mercenarios alcanzaron el segundo lugar del grupo del sur. En las semifinales en Berlín derrotaron al Adler de Berlín (36:21). 
Sin embargo, la serie de once apariciones consecutivas en los playoffs terminó el 21 de septiembre de 2014 con una derrota en Dresde Monarchs (22:42), ya que el equipo en el pasado reciente no pudo aprovechar sus éxitos.